# 本德 (加利福尼亞州)
本德（英語：Bend）是位於美國加利福尼亞州蒂黑馬縣的一個人口普查指定地區。

## 地理
本德的座標為40°15′19″N 122°12′31″W / 40.25528°N 122.20861°W，而該地最高點為海拔高度102米（即335英尺）。

## 人口
根據2010年美國人口普查的數據，本德的面積為8.22平方千米，當中陸地面積為7.56平方千米，而水域面積為0.66平方千米。當地共有人口619人，而人口密度為每平方千米75人。